# Villalpando (gemeente)
Villalpando is een gemeente in de Spaanse provincie Zamora in de regio Castilië en León met een oppervlakte van 126,92 km². Villalpando telt 1.528 inwoners (1 januari 2016).